# Franz von Geyso
Franz Anton Christian Adelbert Moritz von Geyso (* 24. Juli 1803 in Roßdorf im Landkreis Marburg-Biedenkopf; † 16. Juni 1870 in Kassel) war Rittmeister in der Hessen-kasselschen Armee und Mitglied der Ersten Kammer der kurhessischen Ständeversammlung.

## Leben

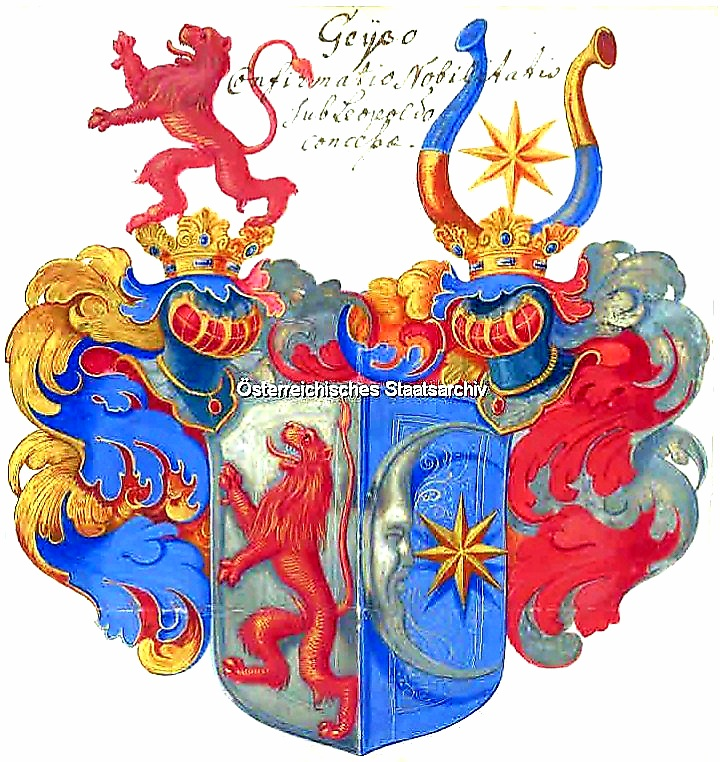
Wappen derer von Geyso

Franz von Geyso entstammte dem zur fränkischen Reichsritterschaft gehörenden Geschlecht Geyso. Sein Altgroßvater Johann von Geyso erwarb 1653 das Geyso-Schloss Mansbach, das fortan den Familiensitz bildete. Er war ein Sohn des hessischen Hauptmanns Ludwig von Geyso (1758–1820) und dessen Ehefrau Sophie Freiin von Müller zu Lengsfeld (1765–1816). Wie seine Vorfahren  entschied er sich für eine Laufbahn in der hessischen Armee, wo er Premierleutnant im Leibdragonerregiment in Gebenstein und später Rittmeister und Etappenkommandant in Oldendorf war.
Sein älterer Bruder Wilhelm war Sachsen-meiningischer Kammerherr.

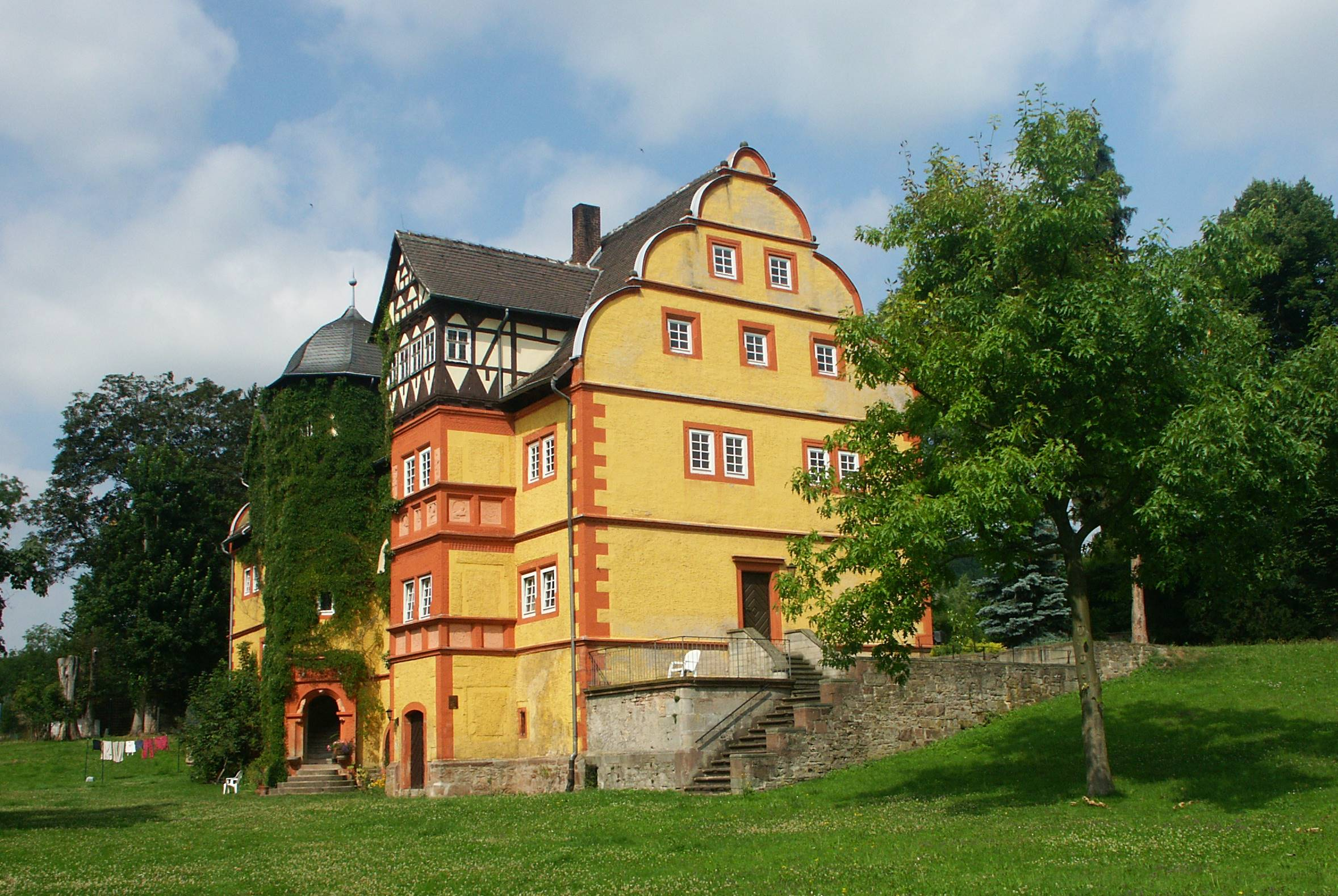
Geyso-Schloss Mansbach, Wohnsitz der Familie Geyso

1838 war er als Vertreter des fuldischen Adels Mitglied der kurhessischen Ständeversammlung und hatte von 1852 bis 1861 ein Mandat für die Erste Kammer der kurhessischen Ständeversammlung, ebenfalls als Vertreter des fuldischen Adels.

### Familie
Am 17. Juli 1845 heiratete er in Oldendorf Karoline Dorothea Orthmann (1827–1895), mit der er die Töchter Anna (* 1846), Emilie (* 1848) und Cäcilie (* 1850) sowie den Sohn Franz (1855–1925) hatte.